# (5041) Tootes
(5041) Tootes es un asteroide que forma parte de los asteroides troyanos de Júpiter, descubierto el 19 de septiembre de 1973 por Cornelis Johannes van Houten en conjunto a su esposa también astrónoma Ingrid van Houten-Groeneveld y el astrónomo Tom Gehrels desde el Observatorio del Monte Palomar, Estados Unidos.

## Designación y nombre
Designado provisionalmente como 1973 SW1. Fue nombrado en honor al griego Tootes, heraldo durante la Guerra de Troya.

## Características orbitales
Tootes está situado a una distancia media del Sol de 5,181 ua, pudiendo alejarse hasta 5,368 ua y acercarse hasta 4,994 ua. Su excentricidad es 0,036 y la inclinación orbital 10,58 grados. Emplea 4308,31 días en completar una órbita alrededor del Sol.

## Características físicas
La magnitud absoluta de Tootes es 10,7. Tiene 41,899 km de diámetro y su albedo se estima en 0,058.